# Spinotarsus robustus
Spinotarsus robustus är en mångfotingart som beskrevs av Carl Graf Attems 1928. Spinotarsus robustus ingår i släktet Spinotarsus och familjen Odontopygidae. Inga underarter finns listade i Catalogue of Life.